# Trilogy (альбом The Weeknd)
Trilogy — первый альбом-компиляция канадского певца The Weeknd, выпущенный лейблом Republic 13 ноября 2012 года. Он состоит из ремастерингованных версий микстейпов House of Balloons, Thursday и Echoes of Silence за 2011-й, а также из трёх ранее не опубликованных песен.
После своего релиза Trilogy получил множество положительных отзывов от музыкальных критиков, которые лишь подтвердили предыдущее признание микстейпов, хотя некоторые сочли альбом терпимым. Продвижению сопутствовали выход трёх синглов и концертный тур Уикнда, проходивший с сентября по ноябрь 2012 года. Альбом достиг пятой и четвёртой позиций в чартах Канады и США соответственно. Trilogy сертифицирован золотым статусом в обеих странах; по состоянию на 13 марта 2013 года было продано 289 000 копий, согласно данным Nielsen SoundScan.

## Создание
В течение 2011 года Уикнд выпустил серию микстейпов — House of Balloons, Thursday и Echoes of Silence — и получил признание критиков и растущую фан-базу. Микстейпы в большей части были записаны с продюсерами Доком Маккинни и Иллейнджело на студиях Dream House и Site Sound Studios в Торонто; дополнительные сессии проходили в Sterling Road Studios. The Weeknd опубликовал микстейпы в Сети для бесплатного цифрового распространения.
В сентябре 2012-го Уикнд заключил контракт о совместном предприятии Republic Records с его собственным импринт-лейблом XO. Микстейпы впоследствии были ремастерингованы и собраны в единую «Трилогию», дополнившись тремя ранее не изданными песнями, которые были записаны на студии Liberty Studios в Торонто. «Twenty Eight», «Valerie» и «Til Dawn (Here Comes the Sun)» были включены в качестве бонус-треков в конце каждого из трёх дисков компиляции.
Чтобы перевыпустить музыку с микстейпов уже для розничной торговли, Уикнду необходимо было получить разрешение от артистов, которых он семплировал для определённых песен, включая разрешение Beach House для «The Party & the After Party» и Siouxsie and the Banshees на «House of Balloons» / «Glass Table Girls»; семпл из «Rock the Boat» Алии в песне «What You Need» был убран из Trilogy.

## Продвижение
Видеоклип на песню «Rolling Stone» был выпущен 3 октября 2012 года для подогревания интереса к релизу альбома. Уикнд превьюировал альбом на листенинг-пати в Нью-Йорке 24 октября. Это было его первое крупное медийное мероприятие. Согласно веб-сайту музыкального журнала NME, Уикнд в открытом письме к своим поклонникам, размещённом на его веб-сайте, высказался в отношении видео «Rolling Stone»: «Поскольку я человек немногословный, я решил сделать вирусное видео, чтобы показать вам, каково мне и где я сейчас нахожусь. Я обычно не люблю „кормить с ложечки“ свою аудиторию, так как я вырос, обожая рассказчиков, повествующих истории, используя символизм, поэтому в моём нраве было делать то же самое. Видео „Rolling Stone“ снято в тускло освещённой студии, представляющей собой два мира, в которых я застрял. Тёмная сторона отображает мир мейнстрима, в то время как другая сторона — андерграунд. Ухватившаяся сзади девушка — это ты.»
Видео на его первый официальный сингл с Trilogy, обновлённую версию «Wicked Games», было опубликовано через несколько недель — 18 октября 2012, — опять же на его веб-сайте. Крис Мартинс из Spin.com описывает видео так: «клип едва ли не сиквел к видео „Rolling Stone“ с похожей кадровкой, в котором накинувшаяся женщина за спиной певца таинственным образом исчезает к концу песни. На этот раз картину открывает танцующая пухлогубая модель, но вскоре её тень отстраняется от тела и изводит Тесфайе до конца трека.»
Лид-сингл альбома «Wicked Games» был выпущен 22 октября 2012 года. Он достиг 60-го места в Canadian Hot 100, а в Соединённых штатах — 73-й позиции в Billboard Hot 100 и 17-й — в Hot R&B/Hip-Hop Songs.
Его четвёртый релиз видео, третий для продвижения Trilogy, является плодом совместной работы с торонтским коллегой-музыкантом и рэпером Дрейком. Слухи об этом видео ходили месяцами, а сам популярный трек дал начало совместной деятельности OVOXO — объединению, сформированному Дрейком и Уикндом. В его третьей самозаснятой работе, выпущенной 7 ноября 2012-го, Уикнд добавляет немного цвета на экран; в обзоре музыкального блога Pretty Much Amazing’s пишут, что в клипе «много эффектов тёмной комнаты, лес разноцветных воздушных шариков, блики, которые бы заставили Дж. Дж. Абрамса ревновать, женщина, танцующая в кружевном белье, и Дрейк. Это надлежащее видео — это фильм-нуар, „Твин Пикс“-овая атмосфера, идеально сочетающаяся с искусной сексуально-вызывающей мурашки энергией трека».
Второй сингл «Twenty Eight» вышел 13 ноября. Уикнд гастролировал в поддержку Trilogy с сентября по ноябрь 2012 года. «The Zone» был издан как третий и последний сингл альбома три дня спустя.
Уже с Trilogy на iTunes и в магазинах The Weeknd принимается за своё пятое официальное видео на одну из трёх новых записей с его дебюта — «Twenty Eight». Выложенное 13 февраля 2013 года видео было снято многообещающим Набилом Элдеркином (некоторые могут заметить сходства с «Pyramids» Фрэнка Оушена, который тоже снимал он). Симрен Болариа из музыкального блога Earmilk описывает видео: «Пройдя долгий путь от своей бывшей безликой, антимедийной интернет-персоны, рассеянный Абель Тесфайе садится для серого и мрачного телевизионного интервью с иностранным журналистом, в то время как преследующая его голографическая девушка, сидя на кровати, смотрит собственный телевизор. Он под наблюдением: крю наблюдает, голографическая девушка наблюдает и журналист разговаривает с ним, а он погружается в бессознательное состояние. Уикнд продолжает ускользать в свой альтернативный мир стриптизёрш, где горят огни, стриптизёрши не устают <…> и он может наблюдать за собой, с видеокамерой в руках, естественно. Линия между тем, что реально, а что выдумано, размыта, но ясно одно — это видео определённо эротическое.»

## Отзывы критиков
| Оценки критиков      | Оценки критиков |
| Источник             | Оценка          |
| -------------------- | --------------- |
| Allmusic             | [ 20 ]          |
| Entertainment Weekly | B+              |
| Fact                 | [ 22 ]          |
| The Guardian         | [ 23 ]          |
| Mojo                 | [ 24 ]          |
| The Observer         | [ 25 ]          |
| Pitchfork Media      | 8.5/10          |
| Rolling Stone        | [ 27 ]          |
| Uncut                | [ 28 ]          |
| Time Out             | [ 29 ]          |

Trilogy получил в основном положительные отзывы от музыкальных критиков. В Metacritic, который устанавливает нормированный рейтинг от 0 до 100 по отзывам от главных критиков, на основе 18 рецензий присудил альбому средний балл 79. Джон Калверт из Fact окрестил его как «r’n’b-альбом с лишь несколькими эквивалентами среди воспевающих предмет желаний». Оливер Кинс из Time Out написал, что Уикнд «передаёт» своего персонажа «так очаровательно на Trilogy» и обнаруживает его «притягательным, когда тот помещает бок о бок разврат с доставлением того, что вызывает у него онемение и состояние на грани слёз». Киллиан Фокс из The Observer прочувствовал, что микстейповый «продакшн звучал великолепно и для начала» и что «новый материал превосходный», но подытожил тем, что «если вы не скачали микстейпы, когда они распространялись бесплатно, и можете слушать 160 минут прекрасно слепленного нигилизма, альбом будет ценной покупкой». Несмотря на то, что он нашёл новые песни «выбивающимися из общей последовательности», Ян Коэн из Pitchfork Media выразился в отношении компиляции, что это «часть лучшей музыки нового десятилетия; судя по его всеобъемлющему распространению, можно с уверенностью сказать, что Trilogy (или, по крайней мере, House of Balloons) будет одной из тех записей, рассматриваемых как поворотный пункт, когда будут оглядывать 2010-е в целом».
В смешанной рецензии Энди Келлман из Allmusic почувствовал, что, несмотря на моменты, когда его «определённо захватывает», Уикнду не хватает «сдержанности, он склонен к повторяющемуся нытью, что больше характерно молодому мальчику, нежели молодому Киту Свэту». Келлман написал: «теперь, когда он с лейблом, он, надеюсь, получит своего рода фильтр, который позволит ему выполнить обещание услышать в этих 160 минутах одномерную, иногда взбадривающую сверхиндульгенцию… Его потенциал настолько очевиден, насколько его тексты токсичны.» Кевин Ритчи из Now нашёл музыку «вальяжной», но обнаружил «текстовую амбивалентность», из-за которой ко второму часу альбома он начинает звучать «чуточку однообразно». Хотя он нашёл альбом «чересчур гнетущим», когда слушал его целиком, Роберт Лидлум из Drowned in Sound считает, что Trilogy «неприкосновенен» как «обширное документирование определённого момента времени». Пол Макиннес из The Guardian написал, что эти три диска «предлагают грубую экскурсию по вечеринке, афтепати и похмелью, в течение которой напористый голос уступает место более встревоженному», и заключил, что «Trilogy поубавила таинственности Уикнда — текстовая формула стала очевидной и примеров очаровательных мелодий всё меньше <…>. Несмотря на это, Trilogy, однако, остаётся ярким произведением.»

## Коммерческий успех
Trilogy достигла 5-й позиции на Canadian Albums Chart. В Соединённых штатах альбом дебютировал на 4-й позиции в Billboard 200 с продажей 86 000 копий на первой неделе. 22 мая 2013 года Trilogy был сертифицирован дважды платиновым ассоциацией Music Canada с числом 160 000 копий, распространённых в Канаде. 16 мая 2013-го он был также сертифицирован платиновым ассоциацией Recording Industry Association of America (RIAA) с числом 1 000 000 копий в Соединённых штатах. 13 марта 2013 года альбом был продан 289 000 копиями, согласно данным Nielsen SoundScan.

## Список композиций
| №                   | Название                                  | Автор(ы) | Продюсер(ы)                  | Длительность |
| ------------------- | ----------------------------------------- | --- | ---------------------------- | ------------ |
| 1.                  | «High for This»                           | Абель Тесфайе Эдриан Гоф Генри Уолтер                                                                        | Dream Machine                | 4:07         |
| 2.                  | «What You Need»                           | Тесфайе Джереми Роуз                                                                                         | Роуз Уикнд                   | 3:16         |
| 3.                  | «House of Balloons» / «Glass Table Girls» | Тесфайе Док Маккинни [англ.] Карло Монтаньезе [англ.] Сьюзен Баллион Питер Кларкикс Джон Мартин Стив Северин | Маккинни Иллейнджело [англ.] | 6:47         |
| 4.                  | «The Morning»                             | Тесфайе Маккинни Монтаньезе                                                                                  | Маккинни Иллейнджело         | 5:15         |
| 5.                  | «Wicked Games»                            | Тесфайе Маккинни Монтаньезе Райнер Миллар-Бланчаер                                                           | Маккинни Иллейнджело         | 5:24         |
| 6.                  | «The Party & The After Party»             | Тесфайе Роуз Миллар-Бланчаер Виктория Легран Алекс Скэлли                                                    | Роуз Уикнд Райнер            | 7:39         |
| 7.                  | «Coming Down»                             | Тесфайе Маккинни Монтаньезе                                                                                  | Маккинни Иллейнджело         | 4:55         |
| 8.                  | «Loft Music»                              | Тесфайе Роуз Легран Скэлли                                                                                   | Роуз Уикнд                   | 6:04         |
| 9.                  | «The Knowing»                             | Тесфайе Маккинни Монтаньезе Элизабет Фрейзер Робин Гатри Саймон Рэймонд                                      | Маккинни Иллейнджело         | 5:41         |
| 10.                 | «Twenty Eight» (bonus track)              | Тесфайе Маккинни Монтаньезе                                                                                  | Маккинни Иллейнджело         | 4:18         |
| Общая длительность: | Общая длительность:                       | Общая длительность:                                                                                          | Общая длительность:          | 53:38        |

| №                   | Название                     | Автор(ы)                                                                           | Продюсер(ы)          | Длительность |
| ------------------- | ---------------------------- | ---------------------------------------------------------------------------------- | -------------------- | ------------ |
| 1.                  | «Lonely Star»                | Тесфайе Маккинни Монтаньезе                                                        | Маккинни Иллейнджело | 5:49         |
| 2.                  | «Life of the Party»          | Тесфайе Маккинни Монтаньезе Бергрунд Гриер Берг Понтус Винсент Райли               | Маккинни Иллейнджело | 4:57         |
| 3.                  | «Thursday»                   | Тесфайе Маккинни Монтаньезе                                                        | Маккинни Иллейнджело | 5:19         |
| 4.                  | «The Zone» (featuring Drake) | Обри Грэм Тесфайе Маккинни Монтаньезе                                              | Маккинни Иллейнджело | 6:58         |
| 5.                  | «The Birds Pt. 1»            | Тесфайе Маккинни Монтаньезе                                                        | Маккинни Иллейнджело | 3:34         |
| 6.                  | «The Birds Pt. 2»            | Тесфайе Маккинни Монтаньезе Мартина Топли-Бёрд Алекс Макгоун Ник Бёрд Стив Криттел | Маккинни Иллейнджело | 5:50         |
| 7.                  | «Gone»                       | Тесфайе Маккинни Монтаньезе                                                        | Маккинни Иллейнджело | 8:07         |
| 8.                  | «Rolling Stone»              | Тесфайе Маккинни Монтаньезе                                                        | Маккинни Иллейнджело | 3:50         |
| 9.                  | «Heaven or Las Vegas»        | Тесфайе Маккинни Монтаньезе                                                        | Маккинни Иллейнджело | 5:53         |
| 10.                 | «Valerie» (bonus track)      | Тесфайе Маккинни Монтаньезе                                                        | Маккинни Иллейнджело | 4:46         |
| Общая длительность: | Общая длительность:          | Общая длительность:                                                                | Общая длительность:  | 55:16        |

| №                   | Название                                       | Автор(ы)                                                    | Продюсер(ы)              | Длительность |
| ------------------- | ---------------------------------------------- | ----------------------------------------------------------- | ------------------------ | ------------ |
| 1.                  | «D.D.»                                         | Майкл Джексон                                               | Иллейнджело              | 4:35         |
| 2.                  | «Montréal»                                     | Тесфайе Монтаньезе Франс Галль                              | Иллейнджело              | 4:10         |
| 3.                  | «Outside»                                      | Тесфайе Монтаньезе Ахмад Балше Мэделин Фоллин Райан Мэттос  | Иллейнджело              | 4:20         |
| 4.                  | «XO / The Host»                                | Тесфайе Монтаньезе                                          | Иллейнджело              | 7:23         |
| 5.                  | «Initiation»                                   | Тесфайе Мартин Вонг Монтаньезе Джорджия Энн Малдроу [англ.] | DropXLife Иллейнджело    | 4:20         |
| 6.                  | «Same Old Song» (featuring Juicy J)            | Тесфайе Монтаньезе Джордан Хьюстон                          | Иллейнджело              | 5:12         |
| 7.                  | «The Fall»                                     | Тесфайе Майк Волп Монтаньезе                                | Клемс Казино Иллейнджело | 5:45         |
| 8.                  | «Next»                                         | Тесфайе Монтаньезе Вонг                                     | Иллейнджело              | 6:00         |
| 9.                  | «Echoes of Silence»                            | Тесфайе Монтаньезе                                          | Иллейнджело              | 4:02         |
| 10.                 | «Till Dawn (Here Comes the Sun)» (bonus track) | Тесфайе Маккинни Монтаньезе                                 | Маккинни Иллейнджело     | 5:19         |
| Общая длительность: | Общая длительность:                            | Общая длительность:                                         | Общая длительность:      | 51:17        |

| №   | Название                      | Длительность |
| --- | ----------------------------- | ------------ |
| 11. | «The Zone» (скрытые субтитры) | 5:16         |

Указание семплов
- «House of Balloons» / «Glass Table Girls» содержит семпл «Happy House» группы Siouxsie and the Banshees.
- «The Party & the After Party» содержит семпл «Master of None» дуэта Beach House.
- «Loft Music» содержит семпл «Gila» дуэта Beach House.
- «The Knowing» содержит семпл «Cherry Coloured Funk» группы Cocteau Twins.
- «Life of the Party» содержит элементы «Drugs in My Body».
- «The Birds Pt. 2» содержит элементы «Sandpaper Kisses».
- «Montreal» содержит элементы «Laisse Tomber Les Filles[англ.]».
- «Outside» содержит элементы «Go Outside».
- «Initiation» содержит семпл «Patience» Джорджии Энн Малдроу[англ.].

## Участвовали в создании
Данные взяты из буклета Trilogy.
- Мэттью Эктон — младший инженер звукозаписи, инженер звукозаписи
- Нейт Альберт — A&R-менеджер
- Хайли Элейн — исполнительный продюсер
- Райнер Миллар-Бланчаер — композитор, музыкант, продюсер
- Уильям Брок — гитара
- Ноэль Кадастре — младший инженер звукозаписи
- Клемс Казино — музыкант, продюсер
- Дрейк — приглашённый артист
- Dream Machine — продюсер
- Drop — оформление, дизайн, исполнительный продюсер
- DropxLife — музыкант, продюсер
- Эдриан Экклстоун — гитара
- Эдриан Гоф — композитор, музыкант
- Патрик Гринавей — гитара
- Джуси Джей — приглашённый артист, вокал
- Син Камияма — младший инженер звукозаписи
- Док Маккинни[англ.] — композитор, инженер звукозаписи, исполнительный продюсер, оркестровка, музыкант, продюсер
- Карло «Иллейнджело» Монтаньезе[англ.] — композитор, инженер звукозаписи, исполнительный продюсер, оркестровка, сведение, музыкант, продюсер
- Джорджия Энн Малдроу[англ.] — композитор
- Джереми Роуз — композитор, инженер звукозаписи, музыкант, продюсер
- Марк Сантанджело — мастеринг
- Ной «40» Шебиб[англ.] — инженер звукозаписи
- Бен Свантек — дизайн
- Ламар Тейлор — исполнительный продюсер, фотограф
- Мартина Топли-Бёрд — композитор
- Генри Уолтер — композитор, инженер звукозаписи, музыкант
- Уикнд — композитор, исполнительный продюсер, музыкант, основной артист, продюсер
- Джейк Уилсон — исполнительный продюсер

## Чарты
| Чарт (2012)                     | Высшая позиция |
| ------------------------------- | -------------- |
| Belgian Albums Chart (Flanders) | 60             |
| Canadian Albums Chart           | 5              |
| Danish Albums Chart             | 22             |
| Dutch Albums Chart              | 48             |
| French Albums Chart             | 128            |
| German Albums Chart             | 90             |
| Swiss Albums Chart              | 58             |
| UK Albums Chart                 | 37             |
| US Billboard 200                | 4              |
| US Top R&B/Hip-Hop Albums       | 1              |

| Чарт (2013)               | Позиция |
| ------------------------- | ------- |
| US Billboard 200          | 65      |
| US Top R&B/Hip-Hop Albums | 17      |
| US Top R&B Albums         | 10      |

## Сертификации
| Регион | Сертификация  | Продажи    |
| --- | ------------- | ---------- |
| Канада (Music Canada) | 2× Платиновый | 160 000^   |
| США (RIAA) | Платиновый    | 1 000 000^ |
| * Данные о продажах приведены только на основе сертификации. ^ Данные о тиражах приведены только на основе сертификации. |               |            |

## История релиза
| Регион         | Дата           | Лейбл                                       | Формат                   |
| -------------- | -------------- | ------------------------------------------- | ------------------------ |
| Австралия      | 9 ноября 2012  | Republic Records                            | CD                       |
| Германия       | 9 ноября 2012  | Republic Records                            | CD                       |
| Великобритания | 12 ноября 2012 | Island Records, Digital Distribution Turkey | CD, цифровая дистрибуция |
| Канада         | 13 ноября 2012 | Universal Music Group, XO&co                | CD, цифровая дистрибуция |
| США            | 13 ноября 2012 | Republic                                    | CD, цифровая дистрибуция |